# 桂希恩
桂希恩（1937年7月—），男，湖北武汉人，武汉大学医学部传染病学教授、武汉大学中南医院（原湖北医科大学附属第二医院）感染科医生，中国艾滋病防治专家指导组成员。因其在艾滋病教育、预防、关怀等方面的卓越成就，成为贝利马丁基金会颁发的2003年度贝利马丁奖唯一得主，2004年度中国中央电视台十位“感动中国”人物之一。

## 生平
桂希恩为中美混血，1937年生于湖北武昌，其父是物理学家桂质廷（Paul Chi Ting Kwei），其母是教育学家许海兰（Helen Pierson Kwei (Huie)），中美混血）。
1955年，毕业于武汉大学附属中学（武汉市武昌区昙华林117号，现武汉市第十四中学）。
1960年，毕业于武汉医学院（现华中科技大学同济医学院）医疗系，后志愿赴青海省从事地方病防治及临床医疗工作。
1976年，到湖北医科大学附属第二医院（现武汉大学中南医院）感染科从事传染病临床医疗、教学及科研工作。
1981年，到美国进修学习，第一次认识到艾滋病病理和临床表现。此后再次赴美进修。
1999年7月，到河南省上蔡县文楼村调查不明原因的传染病疫情，发现该传染病是艾滋病，随即向河南省上蔡县政府报道疫情的严重性，但未获理睬。相反，河南省当地政府以“破坏了上蔡县的形象，影响了上蔡县的经济发展”为由，宣布桂希恩为“不受欢迎的人”，并强行阻拦他进村开展更多调查。为了尽早获得该村疫情更详细的第一手资料，他被迫秘密进入上蔡县，并在多位热心村民的帮助下悄悄深入文楼村调查。同年10月，带着上蔡县文楼村的详细调查报告去北京向中国疾病预防控制中心汇报疫情的调查结果，得到当时的中共中央政治局常委、中国国务院副总理李岚清批示。
2000年，继续赴河南省调查艾滋病疫情，依旧被当作不受欢迎的人。有当地官员认为桂希恩作为湖北医生，“不该管河南的事情”。后到其他地方调查艾滋病疫情。
2001年，将5名艾滋病病毒感染者带到武汉大学中南医院做全面检查，却引发一些周围人的恐慌。为了证明艾滋病不会通过普通接触传染，打消人群的顾虑，将这5名患者带到家里同吃同住。被媒体报道后，桂希恩广受赞誉，此后致力于艾滋病的预防工作。
2004年2月28日，因其在艾滋病教育、预防、关怀等方面的卓越成就，成为贝利马丁基金会（Barry & Martin's Trust）颁发的2003年度贝利马丁奖（Barry & Martin's Prize）唯一得主。基金会创办者英国人马丁·哥顿（Martin Gordon）亲自来到武汉市为他颁奖。同年6月11日，中国国务院总理温家宝来到武汉市，登门看望了桂希恩，感谢和赞扬其积极参与艾滋病防治工作，得到了中国和世界媒体的广泛报道。
2005年2月17日，中国中央电视台第三届“感动中国年度人物评选”揭晓，桂希恩成为2004年度十大感动中国人物之一。

## 家庭
桂希恩的父亲是原国立武汉大学理学院院长桂质廷（Paul Chi Ting Kwei (1895 - 1961)），母亲是原武汉大学外语学院院长许海兰（Helen Pierson Kwei (Huie) (1899 - 1995)，中美混血）。他的姐姐桂湘云为中国科学院应用数学研究所研究员。

## 参看
- 艾滋病
- 贝利马丁基金会
- 感动中国年度人物评选
- 高耀洁

## 資料來源
1. ↑  .   [2013-01-16]. （原始内容存档于2011-08-20）.
2. ↑  罗元旭. . 生活·读书·新知三联书店. 2014.